# Kirby Underdale
 (septembre 2023).
Pour les articles homonymes, voir Kirby et Underdale.
Kirby Underdale est une paroisse civile et un village du Yorkshire de l'Est, en Angleterre.